# Pink PP
Le Pink PP ou Valentino Pink PP est une couleur rose fuchsia intense développée en collaboration par le styliste Pierpaolo Piccioli et l'entreprise Pantone pour la maison de haute-couture Valentino. Utilisé initialement pour la collection et le défilé 2022, le Pink PP a connu un grand succès et est depuis devenu une couleur référence pour l'identité visuelle de la marque.

## Description
Pink PP est une couleur rose fuchsia intense utilisée par la maison Valentino à partir de 2022,,. L'intensité de la couleur lui donne un caractère provocant pour certains observateurs de la mode.
Le choix de cette couleur est le résultat d'un travail mené par le styliste Pierpaolo Piccioli et le département spécialisé Pantone Color Institute,, qui aurait développé « exclusivement » cette nuance pour le couturier. Le créateur de mode s'est tourné vers cette teinte de rose pour son aspect énergique et excentrique ainsi que les valeurs d'amour et de liberté qu'elle véhicule,,. En attirant l'attention sur la personne qui l'arbore, la couleur appuie l'individualité et l'extraversion de la personnalité,,.
Pour ce travail, Pierpaolo Piccioli indique s'être inspiré de l'approche de Lucio Fontana et du traitement en noir et blanc des photographies. L'effet recherché par le styliste italien est de pouvoir focalisé l'attention sur les détails et l'objet coloré en Pink PP une fois que l'œil de l'observateur s'est habitué à la teinte,.
Le Pink PP a été utilisé aussi bien pour les vêtements féminins et masculins de la collection Valentino,,. Pierpaolo Piccioli estime en effet que c'est une couleur mettant en valeur les personnes ou objets qui l'arborent,,.

## Lancement, promotion et identité visuelle
La couleur Pink PP a été utilisée comme référence visuelle unique pour toute la collection automne-hiver 2022 de la marque. Les vêtements présentés mais aussi l'ensemble de la scénographie du défilé reprenaient le Pink PP comme monochrome,,,,.
La couleur a reçu un accueil favorable du milieu de la mode, s'imposant comme une tendance de l'année,,. Dans la foulée, plusieurs enseignes vestimentaires ont intégré des coloris rose intense inspirés du Pink PP dans leur collections.
Devant le succès de la couleur, la marque Valentino a pérennisé son usage pour en faire l'une des couleurs de référence de la maison de haute-couture. Ainsi, des opérations de communication et la production d'accessoires (ex. : parapluie, mug) teints en Pink PP ont été réalisés par l'entreprise,,.